# Coorong-Nationalpark
Der Coorong-Nationalpark ist ein Nationalpark an der Küste des australischen Bundesstaats South Australia, 156 km südöstlich von Adelaide. Die westliche Grenze des Parks liegt bei der Mündung des Murray River. Teil des Parks ist die Younghusband Peninsula, eine 145 km lange, schmale, parallel zur Küste verlaufende Halbinsel.

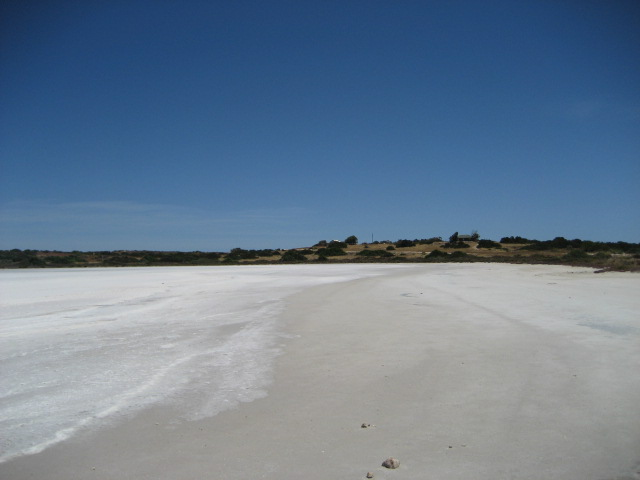
Küste im Coorong-Nationalpark

Der Park wurde 1966 als Schutzgebiet für Vögel, Tiere und Fische gegründet. Zugvögel nützen die Region als Station auf ihren Wanderungen. Die 467 km² des Parks sind geformt von Dünen, Lagunen und Küsten-Vegetation. Eine Besonderheit des Coorong ist die Vermischung von Süßwasser aus dem Murray River und dem Grundwasser mit Salzwasser aus dem Südlichen Ozean im Bereich zwischen Halbinsel und Festland, die eine vielfältige Flora und Fauna ermöglicht.
Archäologische Funde von Artefakten und Begräbnisstätten der Aborigines weisen auf eine jahrtausendelange Nutzung der Region durch Menschen hin. Der Begriff „Coorong“ hat seinen Ursprung in der Sprache der Ngarrindjeri und bedeutet so viel wie „long neck“ (dt. langer Hals).